# Primarias del Partido Republicano de 2012 en Míchigan
Las Primarias del Partido Republicano de 2012 en Míchigan se hicieron el 28 de febrero de 2012. Las Primarias del Partido Republicano fueron unas Primarias abiertas, con 30 delegados para elegir al candidato del partido Republicano para las elecciones presidenciales de Estados Unidos de 2012. En el estado de Míchigan estaban en disputa 30 delegados, aunque anteriormente el estado tenía 59 delegados, pero por cambiar las primarias al 28 de febrero, se le penalizaron sus delegados a 30.

## Elecciones

### Resultados
Resultados con el 100% (5,232 de los 5,232 precintos) reportados:
| Primarias Republicanas de Míchigan de 2012 | Primarias Republicanas de Míchigan de 2012 | Primarias Republicanas de Míchigan de 2012 | Primarias Republicanas de Míchigan de 2012 |
| Candidato                                  | Votos                                      | Porcentaje                                 | Delegados                                  |
| ------------------------------------------ | ------------------------------------------ | ------------------------------------------ | ------------------------------------------ |
| Mitt Romney                                | 409,899                                    | 41.10%                                     | 16                                         |
| Rick Santorum                              | 377,521                                    | 37.86%                                     | 14                                         |
| Ron Paul                                   | 115,712                                    | 11.60%                                     | 0                                          |
| Newt Gingrich                              | 65,016                                     | 6.52%                                      | 0                                          |
| Indecisos                                  | 18,843                                     | 1.89%                                      | 0                                          |
| Rick Perry                                 | 1,906                                      | 0.19%                                      | 0                                          |
| Buddy Roemer                               | 1,874                                      | 0.19%                                      | 0                                          |
| Michele Bachmann                           | 1,766                                      | 0.18%                                      | 0                                          |
| Jon Huntsman                               | 1,712                                      | 0.17%                                      | 0                                          |
| Herman Cain                                | 1,237                                      | 0.12%                                      | 0                                          |
| Fred Karger                                | 1,225                                      | 0.12%                                      | 0                                          |
| Gary Johnson                               | 519                                        | 0.05%                                      | 0                                          |
| Total                                      | 997,230                                    | 100.00%                                    | 30                                         |

| Clave: | Retirado antes de la contienda |